# Horik 1.
Horik 1. også kaldet Horik den Gamle, Horik den Ældre eller Erik (også stavet Haarik og Hårik; død 854) var dansk medkonge fra 813 til 827 og enekonge 827-854.
Det vides ikke præcist, hvor stort det danske rige var under hans regeringstid, men man kan se af de frankiske årbøger, at det i hvert fald omfattede Jylland (til Ejderen), Fyn og den norske Vestfold.
De primære kilder til Horik 1.s liv er de frankiske rigsannaler og Rimberts Ansgars Levned.

## Familieforhold
Horik 1. var søn af Godfred, fætter til Hemming (og Hemmings brødre Hankwin og Angantyr) og bror til sine fire unavngivne medkonger. Han var muligvis også efterkommer af den danske kong Angantyr, der regerede i starten af 700-tallet, da Hemmings bror bærer det samme navn.

## Borgerkrigen
Efter at faderen Godfred var blevet snigmyrdet i 810, blev Godfreds nevø Hemming valgt til dansk konge og skyndte sig at slutte fred med frankerne, som Godfred havde ført krig mod.
Da Hemming imidlertid døde kun to år efter (812), udbrød der borgerkrig mellem Horiks fætter Sigfred og Anulo (der var nevø af (eller slægtning til) en tidligere konge ved navn Harald). Horik og hans fire brødre valgte at flygte til Sverige. I Danmark mødtes Sigfred og Anulo i et slag, hvor de begge faldt, men Anulos hær havde vundet slaget og valgte hans brødre Harald Klak og Reginfred som konger. I slaget skulle der være faldet 930 mand.
I 813 rejste Harald og Reginfred til Vestfold, den yderste del af deres rige, fordi folket dér havde indledt et oprør. De fem Godfredsønner vendte hjem fra Sverige og jog Harald og Reginfred ud af landet ved deres hjemkomst. Horik bliver konge.
Harald og Reginfred trængte dog allerede året efter (814) ind i landet og udfordrede Horik og hans fire brødre. Under de voldsomme kampe mellem dem døde Reginfred og Horiks ældste bror, men Horik og hans andre brødre vandt kampen og jog Harald Klak ud af landet. Derefter styrede Horik og hans tre brødre landet, men Harald Klak så stadig en mulighed for at genvinde tronen ved at drage til den frankiske kejser Ludvig den Fromme for at bede om hjælp.

## Harald Klak som medkonge
I 815 lovede kejser Ludvig Harald at sætte ham på den danske trone. Harald drog med sin hær ind i landet, men Horik og hans brødre var forberedte. De havde samlet en flåde og var trængt tilbage til en ø (sikkert Fyn). Den frankiske hær turde ikke angribe kongerne, når hele deres flåde beskyttede dem; så Harald Klak og hans hær rejste tilbage til Frankerriget uden at have gjort den ønskede erobring. Kejseren forsøgte ikke senere et erobringstogt.

### Første gang
I 819 fik Harald Klak (med kejser Ludvigs hjælp) Horik og en af hans brødre til at støtte ham og lade ham blive medkonge. Horik, hans bror og Harald sluttede sig sammen om at jage to af Horiks andre brødre ud af landet.
Ordningen med Harald som medkonge fungerede åbenbart udmærket, for året efter står der intet om danerne i de frankiske annaler. Men i 821 opsøgte den abodritiske knjaz Ceadragus Godfreds sønner (om det var de regerende eller landflygtige meddeles ikke). I 822 sender Horik og Harald Klak gesandter til Ludvig I i Aachen.
Men allerede i 823 truede Horik og hans bror med at fordrive Harald af ukendte årsager. Det medførte også kampe mellem daner og franker, indtil der blev sluttet fred i Aachen i 825.

### Anden gang
I 826 vendte Harald igen tilbage til Danmark med munken Ansgar, som var sendt af kejser Ludvig for at udbrede kristendommen i Danmark. Harald udråbte sig atter som konge sammen med Horik og hans bror. Allerede ét år efter blev han dog igen jaget ud af landet. Samme år blev Horik for første gang nævnt i annalerne i forbindelse med et møde hos kejseren (hvor Horik dog ikke møder op). Horiks bror må senere have været død eller have forladt landet, for i 848 nævnes Horik som enekonge i Ansgars Levned.
Året efter (828) dukkede Harald igen op ved Ejderen sammen med nogle saksere og forsøgte med vold at tvinge Godfredsønnerne til overgivelse ved at brænde adskillige landsbyer af. Godfredsønner gjorde dog udfald mod Haralds lejr og dræbte adskillige saksere. De sendte derefter et sendebud til kejser Ludvig, der fortalte, at "de havde gjort det nødtvungent og mod deres vilje".

## Plyndringer og vikingetogter
Det formodes, at Horik stod bag vikingeangreb i Friesland i 836 og 838, selv om han erklærede at han ikke havde noget med det at gøre. Han dræbte endda efter sigende de vikingehøvdinge, som stod bag angrebene. Efter at have dræbt dem krævede han til gengæld, at kejseren skulle give ham herredømmet over friserne og abodriterne, som han mente at have ret til, eftersom hans far Godfred på et tidspunkt havde herredømmet over dem; kejseren nægtede ham det. Der blev formelt sluttet fred, men alligevel blev der foretaget nye plyndringer i 842 og 844. I 845 belejrede danske vikinger, anført af Regnar Lodbrog, Paris og plyndrede en stor del af byen. Karl den Skaldede blev tvunget til at betale dem tusind pund sølv og guld for at holde dem væk fra Vestfranken.

Plyndringerne kulminerede med, at der i 845 blev sendt den hidtil største flåde på 600 skibe op ad Elben, hvor den indtog og ødelagde Hamborg så grundigt, at der gik mange år før byen blev genopbygget. Ansgar flygtede fra den brændende by, men både kirke, kloster, bibliotek og hans levegrundlag gik tabt i ilden. Rimbert fortæller i Ansgars Levned følgende: 
| Citat                           | Nu kom Staden i Fjendernes Vold, og de plyndrede alt, hvad der var i den eller i den nærmeste Landsby. Ved Aftenstid var de komne og forblev der Natten over og den følgende Dag og Nat. Da saaledes alt var stukket i Brand og plyndret, drog de deres Vej. | Citat |
| Oversat af Peter Andreas Fenger | |       |

I 845 skriver grev Kobbo af Sachsen (der var på besøg hos Horik), at Regnar Lodbrog (her omtalt som "Reginarius") kom på besøg hos Horik 1. og fortalte pralende om sine togter og fremviste det guld, han havde fået af Karl den Skaldede. Regnar var dog i udlandet blevet smittet med en sygdom og døde allerede tre dage senere. Horik lod derefter de overlevende fra Regnars togt henrette
Regnar nævnes flere gange i Ansgars Levned under navnet Reginar. Bl.a. nævnes han efter sin overtagelse af Turholt Kloster, som Karl den Skaldede havde foræret ham.
Horik blev ved med at fralægge sig ethvert ansvar for plyndringerne, men selv efter at han havde lovet de frankiske konger, at han skulle gøre sit bedste, for at vikingetogterne skulle stoppe, blev Friesland igen plyndret og hærget fuldstændig i 846. Derefter sluttede de tre frankiske konger Karl den Skaldede, Ludvig den Tyske og Lothar 1. sig sammen og truede ham til fred. Angrebene stoppede dog først i 850 som følge af danske tronstridigheder.

## Forhold til kristendommen
I 827 jog Horik 1. missionærene Ansgar og Aubert ud af Danmark sammen med kong Harald Klak, og Ansgar besluttede sig derfor i 829 til at missionere i Sverige. Men efter at have overtaget ærkebispesædet i Bremen i 848 genoptog Ansgar missionen i Danmark og tog jævnligt på besøg hos Horik (måske for at overtale ham til omvendelse) og blev snart en af Horiks bedste rådgivere. Horik satte stor pris på Ansgars hjælp og gav ham som tak for gode politiske råd lov til at bygge en kirke i Hedeby (den første i Danmark) og lære folk om den nye tro. Det vides ikke om Horik lod sig omvende, men det virker ikke sandsynligt; hvis han havde omvendt sig, havde det uden tvivl stået i Ansgars levned.

## Død
I 850 var at der begyndt at opstå uroligheder i Danmark. To af Horiks nevøer havde nemlig tvunget ham til at dele magten med dem.
I 854 kom en anden af Horiks nevøer, Guthorm, til Danmark og forlangte at Horik skulle overgive magten til ham. Horik nægtede, og det førte til et stort slag, hvor både Horik, Guthorm og næsten alle andre af kongehusets medlemmer omkom.
Tilbage af kongehuset var der kun en dreng, der blev kaldt Horik 2. eller Horik Barn eller Erik den yngre, som blev konge efter Horik.

## Eftermæle
Eftertiden nævner næsten ingenting om Horik 1., selvom han er den mest veldokumenterede konge i forhistorisk tid. I Saxo Grammaticus' Danmarkskrønike nævnes han kun i et enkelt afsnit under navnet Erik. I de fleste historier er hans plads i kongerækken optaget af Regnar Lodbrog, som levede på samme tidspunkt.

### Saxo Grammaticus
Den danske krønikeskriver Saxo Grammaticus nævner Horik i sin Danmarkskrønike Gesta Danorum (i 9. bog, kapitel 5, paragraf 8) under navnet Erik, men han lader ham stjæle tronen fra Erik Barn (Horik 2. Barn), der er for ung til at gøre krav på tronen. Erik (Horik) kommer derefter i kamp mod nevøen Guthorm, og både Guthorm og Erik (Horik) falder. Saxo gør Horik og Guthorm til hhv. bror og søn af Harald (Klak), og Erik Barn (Horik 2.) til søn af Sigurd Orm-i-Øje og dermed sønnesøn af Regnar Lodbrog.
| Original tekst af Saxo Grammaticus | Oversættelse af Frederik Winkel Horn, død 1898 |
| Idem fato functus Ericum admodum infantulum naturae magis quam regni aut pacis heredem habuit. Quippe ericus, Haraldi frater, tenerrimam eius aetatulam spernens, irrupta cum seditiosis patria, regium occupavit insigne nec erubuit, lacessita legitimi ducis infantia, adulterinam arripere potestatem, hoc se regno indigniorem comprobans, quod imbellem eo spoliare sustinuit. Igitur illum sceptro, se ipsum virtutibus exuit, et dum armis incunabula appetit, omni pectus virilitate nudavit. Neque enim, ubi cupiditas ambitioque flagravit, consanguinea caritas sedem habuit. Sed hanc inhumanitatem supernae ultionis ira pensavit. Inter ipsum namque ac Guthormum, Haraldi filium, subito tanta clade confectum est bellum, ut, eorum utroque cum innumeris aliis interempto, regia Danorum stirps atrocissimis exhausta caedibus ad unicum superioris Siwardi filium redigeretur. | Sivard efterlod sig ved sin Død en ganske liden Søn, som snarere maatte siges at have arvet hans Sind end Riget og den Fred, han havde indstiftet. Haralds Broder Erik brød nemlig uden Hensyn til Drengens spæde Alder ind i Landet med en Skare Oprørere og bemægtigede sig Kronen uden at skamme sig ved at angribe det Barn, der var Rigets retmæssige Konge, og tilrive sig en Magt, der ikke tilkom ham - han viste sig jo saa meget uværdigere til Kronen, som han ikke undsaa sig ved at røve den fra en, der ikke kunde forsvare sig. Han skilte altsaa ham af med Kongemagten og sig selv med al Dyd, og idet han angreb et Barn i Vuggen, drev han al Mandighed ud af sit Hjærte, thi hvor Begjærlighed og Ærgjerrighed brændte, var der ingen Plads for Frændekjærlighed. Men denne Hjærteløshed hævnede Himlen i sin Vrede, thi der kom Krig imellem ham og Haralds Søn Guttorm, og den endte brat med et stort Mandefald; de omkom begge tillige med utallige andre, og den danske Kongestamme, der var svækket ved det grummeste Mandsslæt, var nu indskrænket til den eneste Søn, Sivard havde efterladt sig. |